# Stadtarchiv Wuppertal

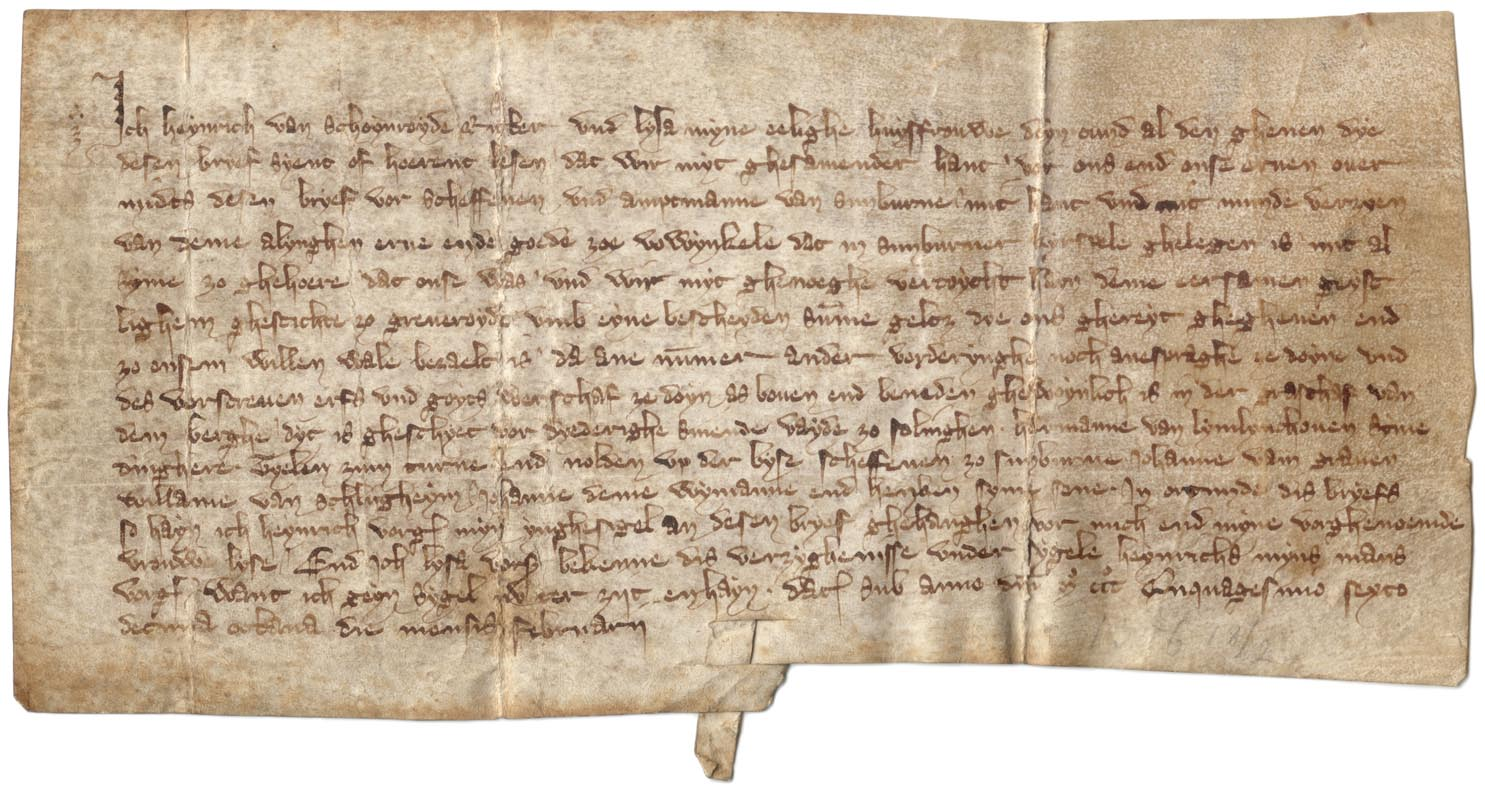
Ein Beispiel einer mittelalterlichen Urkunde im Bestand des Stadtarchivs: Urkunde vom 18. Februar 1356 über den Verkauf des Erbes und Gutes Vowynkele durch den Besitzer Ritter Heinrich von Schönrode und seiner Frau Lysa an das Stift zu Gräfrath

Das Stadtarchiv Wuppertal ist ein kommunales Archiv, das sich der Stadtgeschichte von Wuppertal und seinen Vorgängergemeinden Barmen, Elberfeld, Ronsdorf, Cronenberg, Vohwinkel und Beyenburg widmet. Das Stadtarchiv befindet sich seit 1981 in den Haspel-Häusern an der Friedrich-Engels-Allee, zuvor war es nur provisorisch und notdürftig untergebracht.
Es handelt sich bei den archivierten Beständen um Akten, Protokolle, Bücher, Fotos, Pläne, Tonbänder, Zeitungen und auch um digitalisiertes Schriftgut. Die ältesten Urkunden stammen aus dem 14. Jahrhundert. Das Archiv hat einen Umfang von 6,5 Regalkilometern und erstreckt sich auf drei Stockwerke.
Die Stelle des Direktors ist unbesetzt, kommissarisch ist das Archiv dem Leiter des Historischen Zentrums, Eberhard Illner, unterstellt.
Große Bestände von Urkunden wurden bei dem Elberfelder Stadtbrand vom 22. Mai 1687 vernichtet. Ein sogenannter „Pöbelhaufen“ verwüstete am 5. November 1804 beim Sturm auf das Elberfelder Rathaus die gesamte Registratur. Bei den Luftangriffen auf Wuppertal 1943 ging das laufende Schriftgut in vielen Dienststellen (z. B. Personalamt, Baupolizei, Einwohnermeldeamt) verloren und ein großer Teil der Cronenberger Altregistratur wurde vernichtet. Weiter weist das Archiv eklatante Lücken in den Jahren 1925–1946 auf, dies geht auf die Bombardierung Barmens 1943 und auf die willkürliche Aktenvernichtung mit dem Kriegsende zurück.